# Duhallow
Duhallow (Iers: Dúiche Ealla) is een baronie in het Ierse graafschap Cork. Duhallow ligt in het noordwesten van Cork, tegen de grens met de graafschappen Kerry en Limerick. In het zuiden liggen de Boggeragh Mountains. De rivier Blackwater stroomt door het zuiden. De naam van de baronie zou afgeleid zijn de rivier Allow, die door de Duhallow stroomt in de Blackwater uitmondt. De belangrijkste steden zijn Kanturk, Newmarkt en Millstreet.